# Ophthalmoblapton parviflorum
Ophthalmoblapton parviflorum är en törelväxtart som beskrevs av Emmerich. Ophthalmoblapton parviflorum ingår i släktet Ophthalmoblapton och familjen törelväxter. Inga underarter finns listade i Catalogue of Life.